# Пигкассо
Пигка́ссо — 700-килограммовая свинья-художник, чьи картины были проданы за миллионы рэндов по всему миру. Пигкассо была известна как первая художница, не являющаяся человеком, которая провела собственную художественную выставку и сотрудничала с часовой компанией Swatch при разработке часов Flying Pig, выпущенных ограниченным тиражом в 2019 году.

## Художественная карьера
Пигкассо родилась приблизительно в апреле 2016 года на промышленной свиноферме в Южной Африке.
В мае 2016 года её и её сестру Рози спасла от забоя активистка-зоозащитница Джоанн Лефсон. Они были помещены в небольшой приют в городе Франсхук.
Хозяйка решила развивать её интерес к живописи после того, как она заметила, что Пигкассо ест или уничтожает всё в своём стойле, кроме кистей. Вскоре, Джоан быстро научила Пигкассо наносить краску кистью на бумагу, стоящую перед ней на мольберте. Нанося на кисти разные цвета, Пигкассо начала создавать красочные абстрактные картины. После этого, Рефсон начала продавать её работы, чтобы собрать деньги для групп по сохранению ферм. Все работы Пигкассо подписаны ею путем нанесения свекольных чернил на кончик носа и прикосновения к холсту.
В последние годы у Пигкассо был хронический ревматоидный артрит. В сентябре 2023 года её состояние резко ухудшилось, а к октябрю её задние лапы практически перестали функционировать.
О смерти свиньи было объявлено 6 марта 2024 года. Её возраст составлял 8 лет.

## Влияние
Свинья Пигкассо стала первым художником не человеком, участвовавшим в создании какого-либо продукта, после того как Швейцарская часовая компания Swatch заказала дизайн своих новых часов под названием Flying Pig. В часах используется рисунок, нарисованный Пигкассо на циферблате, и подпись в виде её носа на задней крышке. Часы поступили в продажу по всему миру, часть вырученных средств была пожертвована на благотворительные нужды.
В 2017 году Пигкассо была представлена в рекламе, посвящённой 60-летию Nissan Skyline. В числе покупателей картин были британский актёр, модель и музыкант Эд Вествик, испанский теннисист Рафаэль Надаль, британский приматолог, этолог и антрополог, посол мира ООН Джейн Гудолл.
На протяжении своей жизни Пигкассо появлялась на различных мировых медиаканалах. Её творчество освещалось на таких телеканалах, как: Saturday Night Live, ABC, NBC, CBS, CNN, National Geographic, Sky News и BBC, а также в газетах The Times и Der Spiegel.
Пигкассо являлась одним из вдохновляющих символов различных зоозащитников .